# 長野義虎
長野義虎（？—？），大日本帝國參謀本部陸軍步兵中尉。1896年2月，長野義虎深入台灣山區瞭解當地原住民的習俗、語言及文化，並調查台灣的山林資源與地理環境，其中包括橫越東西的集集水尾道路（即今關門越嶺古道），還有行走八通關古道，攀登摩里遜山（Mt. Morrison），在長野的報告中稱為「玉山」及。
這段探險，長野義虎先報告給台灣總督府，之後應東京地學協會邀請而發表，後來著作成〈臺灣島生蕃地西蕃之探險〉，引起當時在場聆聽演講的人類學家鳥居龍藏前往台灣的興趣。當時總督府民政局通信部的演講速記稿後來刊載在1936年6月出刊的〈台灣山岳〉第8號。
1897年，長野義虎卸下軍職，轉任南投埔里社撫墾署主記和署長，但於隔年(1898年)隨即離職。據森丑之助所著《台灣蕃通》有一文在〈太魯閣蕃的過去與現在〉則提到長野義虎，他死於上海外灘。

## 軍旅生涯

### 探險台灣
1895年甲午戰爭結束後，日本帝國依據《馬關條約》自清帝國手中取得台灣和澎湖，並於1896年的乙未戰爭結束後控制全島大部分平原地區，但仍無法完全控制山林地帶。有鑑於此，總督府於是在1897年1月11日向全島派遣五支探險隊，以調查山林中的資源、水文、地貌以及原住民，而長野義虎的首次探險即是在此次大調查的前一年(1896年)，於一年的時間內大致探查台灣南北的各個「蕃地」，以及清治時期留下的八通關古道與關門古道。

#### 蕃地旅程
1896年2月底，長野義虎首先前往位於玉山西側的阿里山地區進行踏查，並探訪此地的「西蕃」(當時因對蕃地資訊不足，僅以方位略稱，西蕃即鄒族)共27個大小部落，後嘗試由西側攀登玉山主峰，但因冬季積雪尚未消融，僅能抵達今日塔塔加鞍部一帶，並於此分別觀察到濁水溪以及南部流域河川(即高屏溪)的上游。長野義虎於「西蕃」踏查結束後，隨即前往「南蕃」地區(即今日恆春半島牡丹社一帶)繼續進行調查。
同年3月底，長野義虎在造林實業家土倉龍次郎的邀請下前往花東縱谷進行探險，此時清軍將領劉德杓仍率數千人於東台灣進行游擊戰，長野義虎向其勸降未果後，轉往東翻越海岸山脈，並於烏石鼻(今台東縣長濱鄉一帶)沿海岸南下，最後在成廣澳(今台東縣成功鎮)乘船返回恆春半島。

### 〈蕃地視察報告〉
1896年12月，長野義虎完成關於山地探險的紀錄，內容除記載旅程中所遇原住民的環境、建築、服飾與生活型態外，也向總督府提出下列三項建議：
1. 總督府可於花蓮秀姑巒溪出海口（今大港口）進行築港，以利臺東花蓮兩地的對外運輸及各種補給。
2. 開闢花蓮至臺東之鐵道，加強東部地區的南北溝通。
3. 組織「義勇蕃隊」（生蕃義勇隊），以保護國家道路、築港及鐵道等相關事業。

最終，除第一項在秀姑巒溪口築港的計劃外，第二與第三項皆於日後獲得實踐。

### 蕃人內地觀光

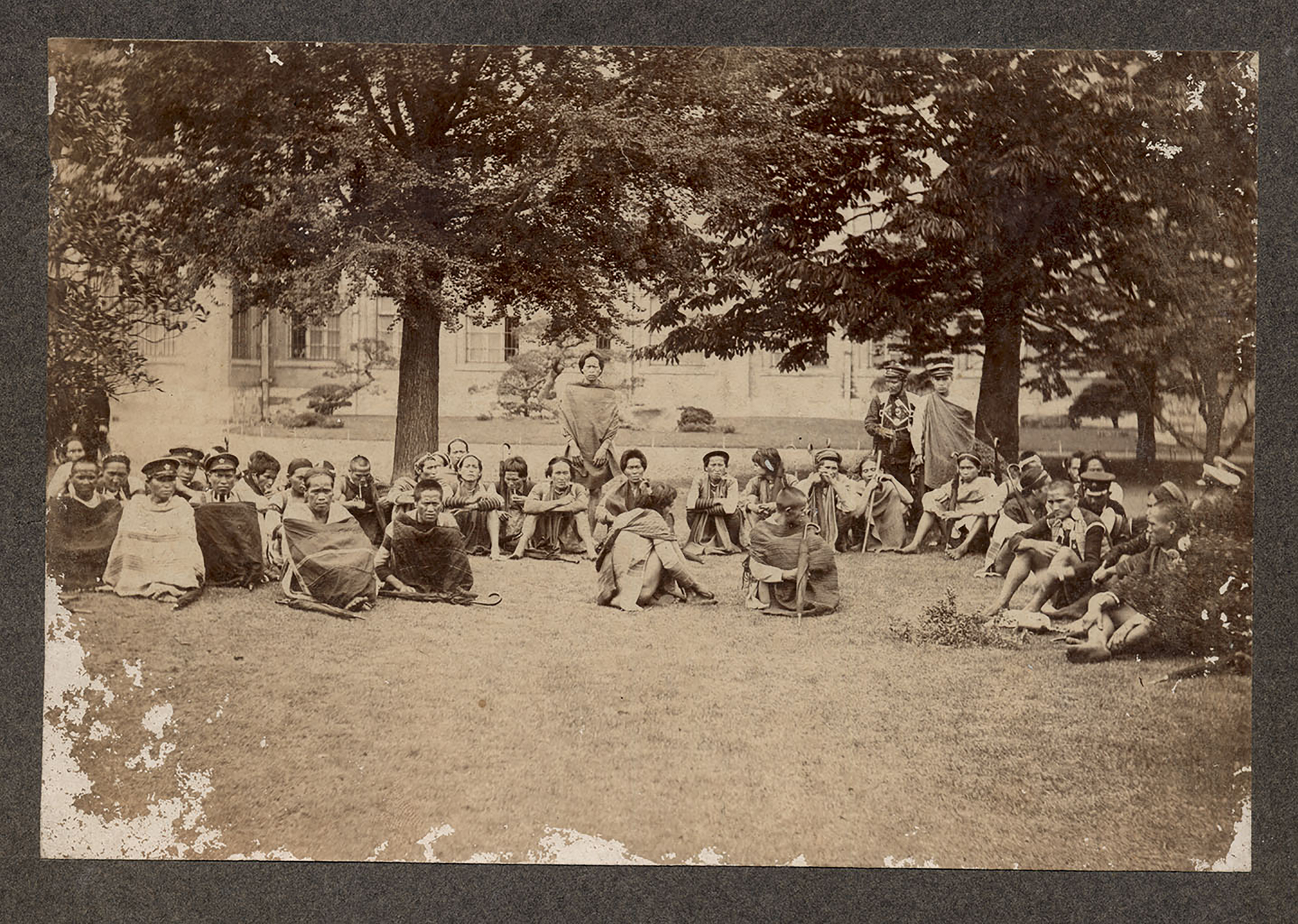
臺灣蕃人觀光團在日本

1897年6月，在結束對台灣各蕃地的調查後，長野義虎向總督府建議可以藉由邀請各蕃社的頭目或領袖至日本本土觀光，並在遊覽的過程中向其展示日本軍事、工業、經濟的壯盛與繁榮，使之了解日本帝國的強大，從而更能夠服膺於台灣總督府的控制。此建議不久隨獲得官方採納，並於1897年8月邀請蕃薯寮、林杞埔、埔里社及大嵙崁社的頭目舉行了首次「蕃人內地觀光」。

## 著作
- 長野義虎，1896年，〈臺灣島生蕃地西蕃之探險〉
- 長野義虎，1896年，〈生蕃地探險譚〉